# هجر عاطفي

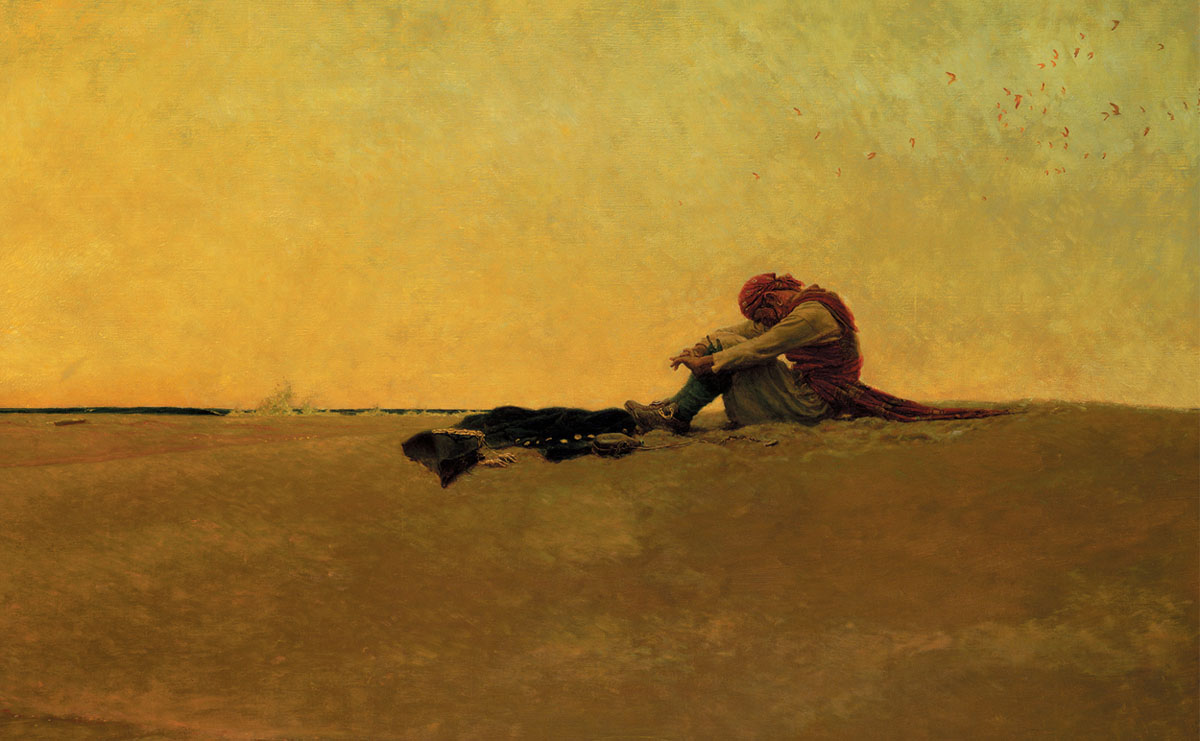
تقطعت بهم السبل

الهجر العاطفي (بالإنجليزية: Emotional Abandonment)‏ هو حالة عاطفية ذاتية يشعر فيها الشخص بأنه غير مرغوب فيه، أو أنه متروك، وغير آمن، أو أن الآخرين تخلصوا منه وتركوه خلفهم.
يشعر الشخص المصاب بالهجر العاطفي بحالة من الفقدان أو الضياع، وقد يشعر أيضا كما لو أنه قد تم فصله عن مصدرِ مهمِ أو حرج في حياته، ويتم ذلك بصورة مفاجئة أو تدريجية، وفي النصوص السينمائية المعتادة يكون الهجر العاطفي في صورة قطع للعلاقة العاطفية من جانب واحد، حيث يختار أحد الطرفين أن يقطع العلاقة مع الطرف الآخر.
يُعد أحد أهم مكونات الهجر العاطفي هو شعور الشخص بأنه مرفوض من قبل الآخرين، وهذا الشعور بالرفض له تأثير بيولوجي لأنه ينشط مراكز الألم الجسدي في القشرة المخية، كما يمكن أن يترك سمة عاطفية في نظام التحذير في الدماغ، ويُعد الهجر العاطفي موضوع رئيسي من مواضيع الشعر والأدب منذ العصور القديمة.

## قلق الانفصال
قلق الانفصال، والذي هو ركيزة الهجر العاطفي، يعد مصدر أساسي من مصادر المعاناة البشرية والعجز، فعندما يواجه الإنسان تهديد أو يعاني من الانفصال عن مصدر أساسي من مصادر الإتصال العاطفي بالغير، فهذا يثير عنده حالة من الخوف يشار إليها بإجهاد الانفصال أو قلق الانفصال.
يعد قلق الانفصال واحدا من أهم المواضيع البحثية المستفيضة في مجال علم النفس وعلم الأعصاب، وقد ثبت أن قلق الانفصال هو استجابة رد فعلية ثابته للانفصال في عالم الحيوان ككل، والذي يعد البشر جزء منه، فعندما تم فصل جراء الفئران عن أمهاتهم لفترة من الزمن، قام الباحثون بقياس هرمونات التوتر لتحديد التفاوت في حالات الاستجابة للانفصال، ومع نمو الفئران تم إعادة فحص سلوكياتها وهرمونات القلق لديها وهناك تبين أنها تُظهر حالة مماثلة لحالات الإكتئاب والقلق، والسلوكيات التجنبية والهازمة للذات، والتي تظهر على البشر الذين عانوا من الصدمات النفسية في وقت سابق.
بسبب تدخل مكون القشرة المخية الحديثة في الأداء البشري، فعندما يعاني البشر من فقد علاقة أساسية فهم يميلون للقلق بشأن التداعيات المحتملة والمصاحبة لهذا الانفصال، بمعني أن الإنسان قد يشعر بعدم وضوح المستقبل أو الخوف من كونه غير قادر على الخروج من هذه الهاوية، وهذا بدوره يثقل كاهله ويزيد من إحساسه بالتوتر.
عندما يكون الفقد نتيجة انسحاب طوعي من الطرف الآخر، فهذا يتسبب في شعور عام للطرف الأول بأنه لا يستحق الحب، وهذا يفسر ميل الناس إلى إلقاء اللوم على أنفسهم، ويتسائل «هل أنا لا أستحق الحب؟ هل أنا في طريقي للشخيخوخة والموت وحيدا محروما من أي نوع من الاتصال البشري أو الرعاية؟» سؤال يسأله المصاب لنفسه، كما يصاحب الهجر نقص أو انخفاض في تقدير قيمة الذات، والخوف البدائي، هو ما يميز الحزن الناتج من الهجران عن أنواع أخرى من الفجيعة.

## الصدمة النفسية
يتسبب الاكتئاب الناتج عن الهجر العاطفي في نوع من التوتر الدائم والذي يشكل صدمة عاطفية قد تكون شديدة بما فيه الكفاية لتترك بصمة شعورية على الوظيفة النفسية للفرد، بما يؤثر على خياراتهم واستجاباتهم المستقبلية تجاه الرفض أو الخسارة أو الانفصال.
ويعد الشعور بـ«الترك» أو أنه متورك عاملا مساهما في تكوين الحدث المسبب للصدمة، ويثير هذا الشعور خوف مباشر من الانفصال ويشار إليه علي أنه الخوف من الهجران أي الخوف من أن يبقى وحيدا بدون أي شخص يرعاه ويري احتياجاته الحيوية.
ويعد الانفصال عن الأم بالولادة هو أول قلق انفصال يعانية الإنسان، ويتم تخزين هذا الإحساس في اللوزة - مركب موجود في عمق نظام الذاكرة العاطفية في الدماغ ومسؤول عن تكييف وتنظيم استجابة الكر والفر تجاة الخوف.
نشأ الخوف البدائي/الأولي نتيجة صدمة الولادة أو ربما نتيجة أحداث سابقة لما قبل الميلاد، حيث أن نظام الذاكرة العاطفية سليم إلى حد ما في أو قبل الولادة، ويحاول تثبيط آثار الأحاسيس والمشاعر المتعلة بالانفصال عن الأم، إلا أن هذه المشاعر البدائية يعاد تنشيطها مرة أخرى نتيجة الأحداث المختلفة لاحقا، لاسيما تلك التي تذكرنا بالانفصال الغير مرغوب فيه، أو المفاجئ عن الأشخاص المهمين.
في مرحلة البلوغ، فإن حالات الهجر أو الترك توقظ الخوف الابتدائي/الأساسي بالموازاة مع مجموعة من الأحاسيس البدائية والتي تساهم في حالة الرعب والهلع، يشعر فيه الفرد ولو بصورة مؤقته بأنه غير قادر على البقاء على قيد الحياة بدون الشخص الذي تم فصله عنه، وقد يعاني أيضا من التوتر الشديد المصاحب لشعوره بالعجز، وعندما يبذل الشخص عدد من المحاولات المتكررة لإجبار المحبوب علي الرجوع مره أخرى وتفشل هذه المحاولات، فإنه يشعر بالعجز وعدم الكفاية، وهذ شعور جارح في حد ذاته ويعيق الاستجابات العاطفية للشخص المصاب لاحقا.
تقوم العلاقات العاطفية بدور نظام تنظيمي مشترك، حيث تساهم العديد من الأنظمة النفسية في الحفاظ على توازن الفرد، وفي حالة الزوجين، فإن كل منهما يصبح كمظم خارجي لبعضهما البعض، ومتفهمين على مستويات عديدة، فحدقات عينهم تتسع بصورة متزامنة، ويقلدان أساليب بعضهما في الحوار والحركات، وحتى إيقاع ضربات القلب، فابختصار هم يعملون كنظام متبادل في ردود الفعل البيولوجية، ويحفز كل منهما الآخر، ويدمنون الاندورفينات الداخلية التي تُفرز بالتفاعل العاطفي، وعندما تنتهي العلاقة، فإن العديد من العمليات تكون في حالة من الفوضى، حيث تزيد الآثار العاطفية والحيوية-الفسيولوجية، ومما يزيد من هذه العملية إرهاقا، إدراك الشخص أنه ليس من انسحب من العلاقة، وإنما الطرف الآخر هو الذي اختار الانسحاب، وهذه المعرفة قد تدفع الشخص إلى تفسير الاستجابات العاطفية الشديدة تجاه الانفصال مع المحبوب كدليل على ضعفه المفترض ومحدودية قدرته. 

### اضطراب ما بعد الصدمة
يعاني بعض الأشخاص الذين أصيبوا بصدمة الانفصال أو الهجر من اضطراب ما بعد الصدمة، حيث تشمل الأعراض ردود فعل عاطفية متزايدة (تتراوح بين معتدلة وحادة) وآليات دفاعية ضعيفة (وكثير منها صعب التأقلم والتكيف).
هناك العديد من العوامل النفسية والبيولوجية والبيئية المهيئة، والتي تدخل في تحديد ما إذا كانت الصدمة المبكرة قد تتطور إلي صورة من صور اضطراب ما بعد الصدمة، كما أن هناك بعض الاختلافات في كيمياء الدماغ التي قد تجعل بعض الاشخاص عرضة للإصابة بهذا الاضطراب.